# Lakewood (Zamboanga do Sul)
Lakewood é um município de  quarta classe de renda municipal (d) na província Zamboanga do Sul, nas Filipinas. De acordo com o censo de 1 de maio  de  2020 possui uma população de 21 559 pessoas e 4 735 domicílios.